# جيمسونيت
جيمسونايت هو معدن كبريتيد، الرصاص، الحديد، كبريتيد الأنتيمون مع الصيغة Pb4FeSb6S14. مع إضافة المنجنيز فإنه يشكل سلسلة مع البينافيديسايت. وهو معدن معدني رمادي غامق يشكل بلورات أحادية الميل موشورية حادة. إنها لينة مع صلابة موس 2.5 ولها جاذبية محددة من 5.5 - 5.6. إنه أحد معادن الكبريتيد القليلة التي تشكل بلورات ليفية أو إبرة تشبه البلورات. يمكن أن تشكل أيضًا بلورات موشورية كبيرة تشبه الستبنيت والتي يمكن أن ترتبط بها. توجد عادة في الرواسب الحرارية المائية ذات درجات الحرارة المنخفضة إلى المعتدلة.
سميت على اسم عالم المعادن الإسكتلندي روبرت جيمسون (1774-1854). تم التعرف عليه لأول مرة في عام 1825 في كورنوال، إنجلترا. تم الإبلاغ عنها أيضًا من ساوث داكوتا وأركنساس، الولايات المتحدة ؛ زاكاتيكاس، المكسيك ؛ ورومانيا.

## روابط خارجية
- Mineral galleries